# Diallagma
Arugisa là một chi bướm đêm thuộc họ Noctuidae.